# Еренфелд (Пенсільванія)
Еренфелд (англ. Ehrenfeld) — місто (англ. borough) в США, в окрузі Кембрія штату Пенсільванія. Населення — 203 особи (2020).

## Географія
Еренфелд розташований за координатами 40°22′30″ пн. ш. 78°46′38″ зх. д. / 40.37500° пн. ш. 78.77722° зх. д. (40.375034, -78.777216).  За даними Бюро перепису населення США в 2010 році місто мало площу 1,15 км², з яких 1,12 км² — суходіл та 0,03 км² — водойми.

## Демографія
Згідно з переписом 2010 року, у селищі мешкало 228 осіб у 85 домогосподарствах у складі 58 родин. Густота населення становила 198 осіб/км².  Було 92 помешкання (80/км²).
Расовий склад населення:
| - 100,0 % — білих |

До двох чи більше рас належало 0,0 %. Частка іспаномовних становила 1,8 % від усіх жителів.
За віковим діапазоном населення розподілялося таким чином: 28,1 % — особи молодші 18 років, 57,9 % — особи у віці 18—64 років, 14,0 % — особи у віці 65 років та старші. Медіана віку мешканця становила 38,0 року. На 100 осіб жіночої статі у селищі припадало 91,6 чоловіків;  на 100 жінок у віці від 18 років та старших — 88,5 чоловіків також старших 18 років.
Середній дохід на одне домашнє господарство  становив 42 570 доларів США (медіана — 34 844), а середній дохід на одну сім'ю — 52 948 доларів (медіана — 55 000). Медіана доходів становила 35 313 долари для чоловіків та 25 625 доларів для жінок. За межею бідності перебувало 15,6 % осіб, у тому числі 23,9 % дітей у віці до 18 років та 29,0 % осіб у віці 65 років та старших.
Цивільне працевлаштоване населення становило 93 особи. Основні галузі зайнятості: освіта, охорона здоров'я та соціальна допомога — 33,3 %, роздрібна торгівля — 15,1 %, виробництво — 14,0 %.

## Персоналії
- Чарльз Бронсон (1921—2003) — американський кіноактор.